# لوباک انتو
لوباک انتو (به لاتین: Lubok Antu) یک منطقهٔ مسکونی در مالزی است که در Sri Aman Division واقع شده‌است.

## خصوصیات
لوباک انتو ۳٬۱۴۲٫۵۵ کیلومترمربع مساحت و ۵۵۵ نفر جمعیت دارد.